# Fuxian Hu
Der Fuxian-See (chinesisch 抚仙湖, Pinyin Fuxian Hu, englisch Fuxian Lake) auf dem Gebiet dreier Kreise (Chengjiang, Jiangchuan, Huaning) der bezirksfreien Stadt Yuxi in der chinesischen Provinz Yunnan ist der zweittiefste See Chinas.
In ihm wurden lebende Fossilien (Fuxiana yangi aus der Ordnung der Flohkrebse) entdeckt, von denen sich nun Präparate im Besitz des Yuxi-Museums befinden.